# Olympische Sommerspiele 2012/Radsport – Omnium (Männer)
Das Omnium der Männer bei den Olympischen Spielen 2012 in London fand vom 4. bis 5. August 2012 statt.
Olympiasieger wurde Lasse Norman Hansen aus Dänemark. Die Silbermedaille gewann der Franzose Bryan Coquard und Bronze sicherte sich Ed Clancy aus Großbritannien.

## Ergebnis
| Rang | Athlet              | Nation             | Punkte | Punkte | Punkte | Punkte | Punkte | Punkte | Punkte |
| Rang | Athlet              | Nation             | SP.    | PF.    | AF.    | EV.    | SN.    | ZF.    | Gesamt |
| ---- | ------------------- | ------------------ | ------ | ------ | ------ | ------ | ------ | ------ | ------ |
| 1    | Lasse Norman Hansen | Dänemark           | 4      | 2      | 12     | 1      | 6      | 2      | 27     |
| 2    | Bryan Coquard       | Frankreich         | 5      | 4      | 1      | 12     | 3      | 4      | 29     |
| 3    | Ed Clancy           | Großbritannien     | 1      | 11     | 5      | 2      | 10     | 1      | 30     |
| 4    | Roger Kluge         | Deutschland        | 11     | 1      | 7      | 5      | 4      | 5      | 33     |
| 5    | Glenn O’Shea        | Australien         | 3      | 8      | 3      | 3      | 14     | 3      | 34     |
| 6    | Elia Viviani        | Italien            | 6      | 5      | 2      | 7      | 5      | 9      | 34     |
| 7    | Shane Archbold      | Neuseeland         | 2      | 15     | 6      | 6      | 13     | 6      | 48     |
| 8    | Zachary Bell        | Kanada             | 7      | 13     | 10     | 8      | 1      | 10     | 49     |
| 9    | Eloy Teruel         | Spanien            | 14     | 3      | 17     | 9      | 2      | 14     | 59     |
| 10   | Juan Esteban Arango | Kolumbien          | 8      | 17     | 13     | 4      | 11     | 7      | 60     |
| 11   | Cho Ho-sung         | Südkorea           | 12     | 10     | 9      | 13     | 8      | 8      | 60     |
| 12   | Bobby Lea           | Vereinigte Staaten | 10     | 12     | 8      | 11     | 7      | 13     | 61     |
| 13   | Martyn Irvine       | Irland             | 9      | 6      | 15     | 14     | 9      | 11     | 64     |
| 14   | Walter Pérez        | Argentinien        | 17     | 7      | 4      | 15     | 12     | 17     | 72     |
| 15   | Gijs Van Hoecke     | Belgien            | 13     | 9      | 18     | 10     | 15     | 12     | 77     |
| 16   | Choi Ki-ho          | Hongkong           | 15     | 14     | 11     | 17     | 17     | 15     | 89     |
| 17   | Carlos Linarez      | Venezuela          | 16     | 16     | 14     | 16     | 18     | 16     | 96     |
| 18   | Luis Mansilla       | Chile              | 18     | 18     | 16     | 18     | 16     | 18     | 104    |